# Obrambeni rat
Obrambeni rat je rat u kojem jedna država brani svoj nacionalni integritet od druge ili više država. Za primjer, obrambeni rat je rat između Hrvatske i Srbije, u kojem je Hrvatska imala ulogu obrambene države. Taj rat je poznatiji pod nazivom Domovinski rat. Ima još puno obrambenih ratova još su neki Arapsko-izraelski rat 1948.gdje je Izrael uspio održati svoju neovisnost.